# 文頓 (加利福尼亞州)
文頓（英語：Vinton）是位於美國加利福尼亞州普盧默斯縣的一個非建制地區。該地的面積和人口皆未知。

## 地理
文頓的座標為39°48′18″N 120°10′42″W / 39.80500°N 120.17833°W，而該地的平均海拔高度為1508米（即4947英尺）。